# Khởi động tình dục

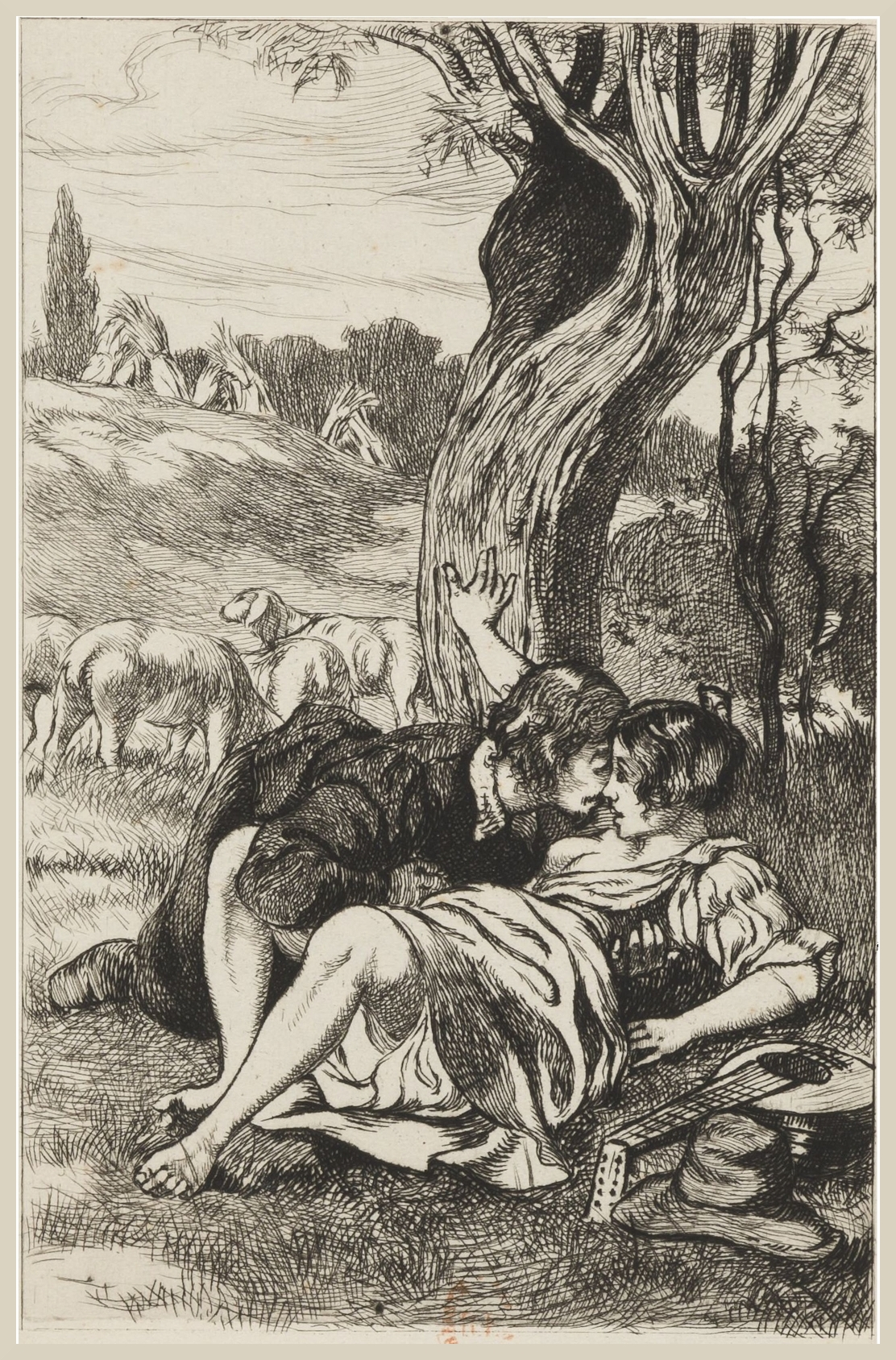
Tranh in Francion 15 của Martin van Maële mô tả một cặp tình nhân đang khởi động tình dục ở ngoài trời.

Trong hoạt động tình dục của con người, khởi động tình dục hay khúc dạo đầu là một tập hợp các hành vi gần gũi về tình cảm và thân thể giữa hai hay nhiều người để tạo ra cảm giác hứng tình và mong muốn các hoạt động tình dục. Khởi động tình dục đưa đến sự đáp ứng về tâm sinh lý đối với cả hai bên và sự đáp ứng đối với hành vi tình dục được mong đợi. Bất kỳ bạn tình nào cũng đều có thể tỏ ra ham muốn tình dục và khởi động tình dục với người kia, và người khởi động có thể lại là bên bị động trong các hoạt động tình dục tiếp theo. Khởi động tình dục kích thích dục tính của cả hai bên, giảm bớt những rào cản tình dục, gia tăng cảm giác gần gũi tình cảm giữa các bên, và thể hiện một mức độ tin cậy và tự tin đáng kể giữa họ. Trong hành vi tình dục ở động vật, từ gần tương đương là 'hoạt động trước khi giao phối'.
Ham muốn tình dục là một mặt của tình dục ở con người, mà khác biệt theo từng cá thể. Một người ham thích có các hoạt động tình dục với một người khác có thể tạo ra cảm giác hứng tình ở người kia.  Tùy thuộc vào kiểu loại và mức độ thân mật của mối quan hệ giữa hai người, kích thích có thể liên quan đến việc chỉ ra cho người đó một cách tinh tế và lãng mạn rằng anh ta hoặc cô ấy có ham muốn đó hoặc bằng cách kích thích khiêu dâm theo kiểu khác. Có rất nhiều kích thích tiềm tàng, cả về thể chất, và/hoặc tinh thần có thể làm cho một người bị kích động tình dục, và kích thích nào được một người ưa thích phụ thuộc vào hoàn cảnh tại một thời điểm cụ thể.
Mặt khác, có những kích thích tình dục lại được coi là phản cảm, tùy thuộc vào sở thích cá nhân của từng người. Phản ứng với một tín hiệu có sự quan tâm tình dục có thể bị ức chế bởi các vấn đề liên quan tới đạo đức tình dục.

## Bắt đầu

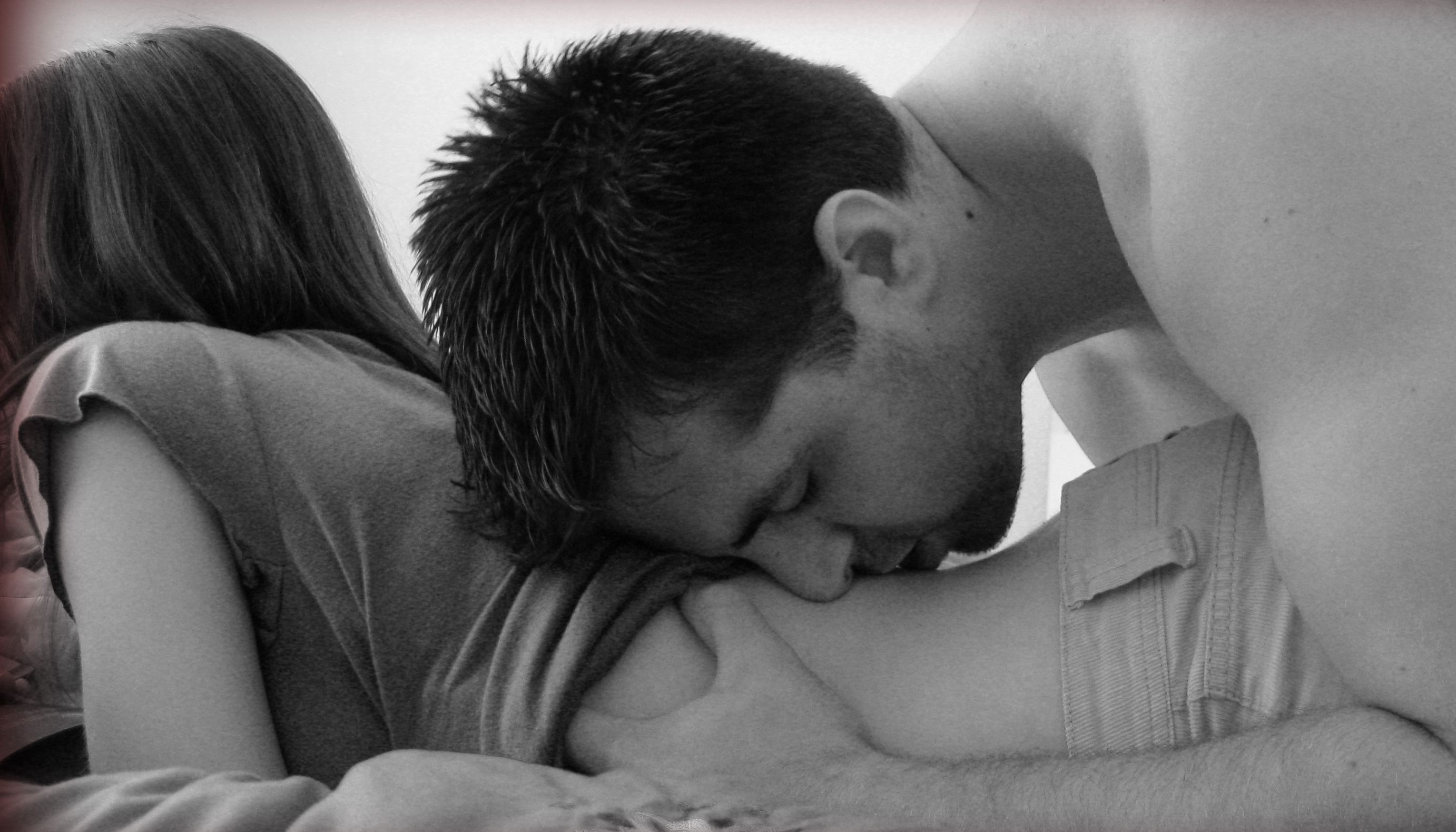
Khởi động bằng cách hôn lưng bạn gái.

Việc khởi động tình dục có thể bắt đầu với một người ám chỉ một cách nào đó cho người kia rằng mình muốn tham gia vào hoạt động tình dục với người kia. Bất kỳ hành động nào tạo ra và thúc đẩy ham muốn tình dục, sự quan tâm, kích thích hoặc kích động của người bạn tình có thể là sự khởi đầu tình dục. Một dấu hiệu có thể của ham muốn tình dục là qua sự thân mật thể chất hay còn gọi là mơn trớn, chẳng hạn như hôn, sờ nắn, ôm hoặc cắn bạn tình. Gần gũi về trí tuệ cũng có thể tạo ra sự quan tâm tình dục, như tán tỉnh, nói chuyện, thì thầm hoặc trêu chọc. Ví dụ, một cử chỉ phi thể chất có thể cho thấy tình trạng sẵn sàng để hoạt động tình dục. Sở thích tình dục có thể được chỉ ra và tạo ra bằng cách khỏa thân, chẳng hạn một người cởi quần áo, hoặc bằng cách mặc quần áo khêu gợi tình dục, hoặc bằng cách tạo ra một bầu không khí tình dục lãng mạn, gần gũi, hoặc gợi dục công khai. Việc chạm tay hoặc miệng vào các vùng kích thích tình dục có thể nói lên ham muốn tình dục, cũng như một cái hôn gần gũi vào miệng, hai vú, bụng, mông, lưng và mặt trong của đùi hoặc các vùng cơ thể khác. Nụ hôn say đắm hoặc nồng nàn kiểu Pháp thường cho thấy sự say mê tình dục, cũng như việc cởi quần áo của cả hai bên.
Bằng ngôn ngữ, khởi động có thể bao gồm những lời khen, những nhận xét tinh tế với từ ngữ hoa mỹ, và tâm sự gần gũi. Về mặt phi ngôn ngữ, khởi đầu tình dục có thể bao gồm việc mặc quần áo khiêu khích, tư thế và chuyển động gợi cảm, hành vi tán tỉnh, nháy mắt, liếm hoặc cắn môi, đứng lấn vào không gian giao tiếp của người kia, và nhìn người đó lâu hơn bình thường.
Khởi động tình dục bắt đầu khi người kia cũng cho thấy sự quan tâm ngược lại. Tùy theo hoàn cảnh, việc không phản đối những hành vi khởi động của bạn tình có thể chỉ ra rằng sự quan tâm tình dục đã được đáp ứng, cũng như đáp ứng với một nụ hôn hoặc cái ôm. Việc không phản đối việc bị chạm vào các vùng gợi tình trên cơ thể, hoặc việc cởi quần áo có thể cho thấy cảm xúc tình dục đã được đáp lại. Đồng thời, người kia có thể cho thấy mối quan tâm tương hỗ bằng cách có các hành động thân mật tình dục của riêng họ.
Có những tình huống mà một số hành động tình dục lại được coi là phản cảm hoặc có thể ảnh hưởng đến thời điểm lãng mạn hoặc gợi tình có thể đã được tạo ra. Sự thay đổi có thể bao gồm từ những thứ như sự hôi miệng, mùi cơ thể, tiếng ồn quá mức hoặc ám chỉ đến bạn tình cũ. Sự ức chế tình dục của một người cũng có thể ảnh hưởng đến việc tạo ra hoặc duy trì quan hệ tình dục. Một số người cảm thấy không thoải mái với các hành động như nụ hôn kiểu Pháp, hoặc khả năng có ai đó (ví dụ như con cái) xâm nhập hoặc phá rối, hoặc sự khỏa thân.